# بنزیر
بنزیر، روستایی از توابع بخش سندرک شهرستان میناب در استان هرمزگان ایران است.

## جمعیت
این روستا در دهستان سندرک قرار دارد و براساس سرشماری مرکز آمار ایران در سال ۱۳۸۵، جمعیت آن ۶۹ نفر (۲۲خانوار) بوده‌است.